# Hemicriconemoides cocophilus
Hemicriconemoides cocophilus är en rundmaskart som först beskrevs av C.A. Loos 1949.  Hemicriconemoides cocophilus ingår i släktet Hemicriconemoides och familjen Criconematidae. Inga underarter finns listade i Catalogue of Life.